# Římskokatolická farnost Březnice u Příbrami
Římskokatolická farnost Březnice u Příbrami (latinsky Brzeznicium) je územní společenství římských katolíků v Březnici a okolí. Organizačně spadá do vikariátu Písek, který je jedním z deseti vikariátů českobudějovické diecéze.

## Historie farnosti
V letech 1640–1774 působili ve Březnici jezuité. Kostel jejich někdejší březnické koleje se později stal hlavním kostelem místní farnosti. Autorem projektu kostela byl Carlo Lurago, který rovněž projektoval místní hřbitovní kostelík, zasvěcený svatému Rochu. Po odchodu jezuitů z Březnice byla část jejich koleje (v dnešní ulici Ludvíka Kuby směrem k zámku) využita jako sídlo místní duchovní správy – fara. Farnost jako taková byla zřízena v roce 1788 a roku 1894 povýšena na děkanství. Matriční zápisy jsou vedeny již od roku 1639. Ve druhé půli 20. století začaly být z Březnice spravovány ex currendo také  některé neobsazené farnosti v okolí.
K 1. lednu 2020 byly z důvodu snahy o větší efektivitu duchovní správy zrušeny blízké, dlouhodobě neobsazené vesnické farnosti Bubovice a Drahenice. Jejich území bylo včleněno do území březnické farnosti. Šlo o součást většího procesu, který proběhl v celé diecézi.

#### Přehled duchovních správců
- do 2. 4. 1834 R.D. Josef Waltrovský (farář, zavražděn na místní faře)
- 1993–2012 R.D. Josef Charypar (děkan)
- 2012–2014 R.D. Karel Hampl (administrátor)
- 2014–2018 D. Metod Zdeněk Kozubík, O.Praem. (administrátor)
- 2018–2019 R.D. Mariusz Klimczuk (administrátor)
- od 15. 7. 2019 R.D. PhDr. Mgr. Jozef Gumenický (administrátor)

Ve farnosti působili v průběhu také další kněží jako kaplani, či jako katecheté na místním gymnáziu. Vlastního kněze mívala také zámecká kaple Neposkvrněného početí Panny Marie.

## Současnost
Farnost má sídelního duchovního správce, který je zároveň administrátorem ex currendo ve farnostech Chraštice, Mirovice a Tochovice.
| Kostel                                                | Místo      | Bohoslužba             | Bohoslužba                                    | Poznámka         |
| ----------------------------------------------------- | ---------- | ---------------------- | --------------------------------------------- | ---------------- |
| kaple Neposkvrněného početí Panny Marie               | Březnice   | neslouží se pravidelně | neslouží se pravidelně                        | zámecká kaple    |
| kostel sv. Ignáce z Loyoly a sv. Františka Xaverského | Březnice   | neděle úterý pátek     | 9.30 17.00 (od 16.30 adorace) 17.00           | farní kostel     |
| kostel sv. Rocha                                      | Březnice   | neslouží se pravidelně | neslouží se pravidelně                        | hřbitovní kostel |
| kostel sv. Václava                                    | Bubovice   | sobota                 | 17.00 (střídavě Mše svatá a bohoslužba slova) | filiální kostel  |
| kaple sv. Máří Magdaleny                              | Dobrá Voda | neslouží se pravidelně | neslouží se pravidelně                        | poutní kaple     |
| kostel Neposkvrněného početí Panny Marie              | Drahenice  | sobota                 | 17.00 (střídavě Mše svatá a bohoslužba slova) | filiální kostel  |
| kaple Navštívení Panny Marie                          | Hudčice    | neslouží se pravidelně | neslouží se pravidelně                        | obecní kaple     |
| kostel sv. Barbory                                    | Pročevily  | neslouží se pravidelně | neslouží se pravidelně                        | filiální kostel  |
| Kaple Nejsvětější Trojice (též sv. Jana Nepomuckého)  | Ráztely    | neslouží se pravidelně | neslouží se pravidelně                        | obecní kaple     |